# 马修·安托万
马修·安托万（英語：Matthew Antoine，1985年4月2日—），美国男子钢架雪车运动员。他曾代表美国参加2014年和2018年冬季奥林匹克运动会钢架雪车比赛，其中2014年冬季奥运会获得一枚铜牌。